# Oresbius nivarius
Oresbius nivarius är en stekelart som först beskrevs av Charles Thomas Brues 1919.  Oresbius nivarius ingår i släktet Oresbius och familjen brokparasitsteklar. Inga underarter finns listade i Catalogue of Life.